# Quitandinha (Timóteo)
Quitandinha é um bairro do município brasileiro de Timóteo, no interior do estado de Minas Gerais. Localiza-se no distrito-sede, estando situado na Regional Nordeste. Segundo o censo demográfico de 2022, realizado pelo Instituto Brasileiro de Geografia e Estatística (IBGE), sua população era de 1 850 habitantes e havia 706 domicílios particulares permanentes ocupados.
De acordo com o IBGE, em 2010 a população era de 2 026 habitantes e havia 698 domicílios particulares.

## História e descrição

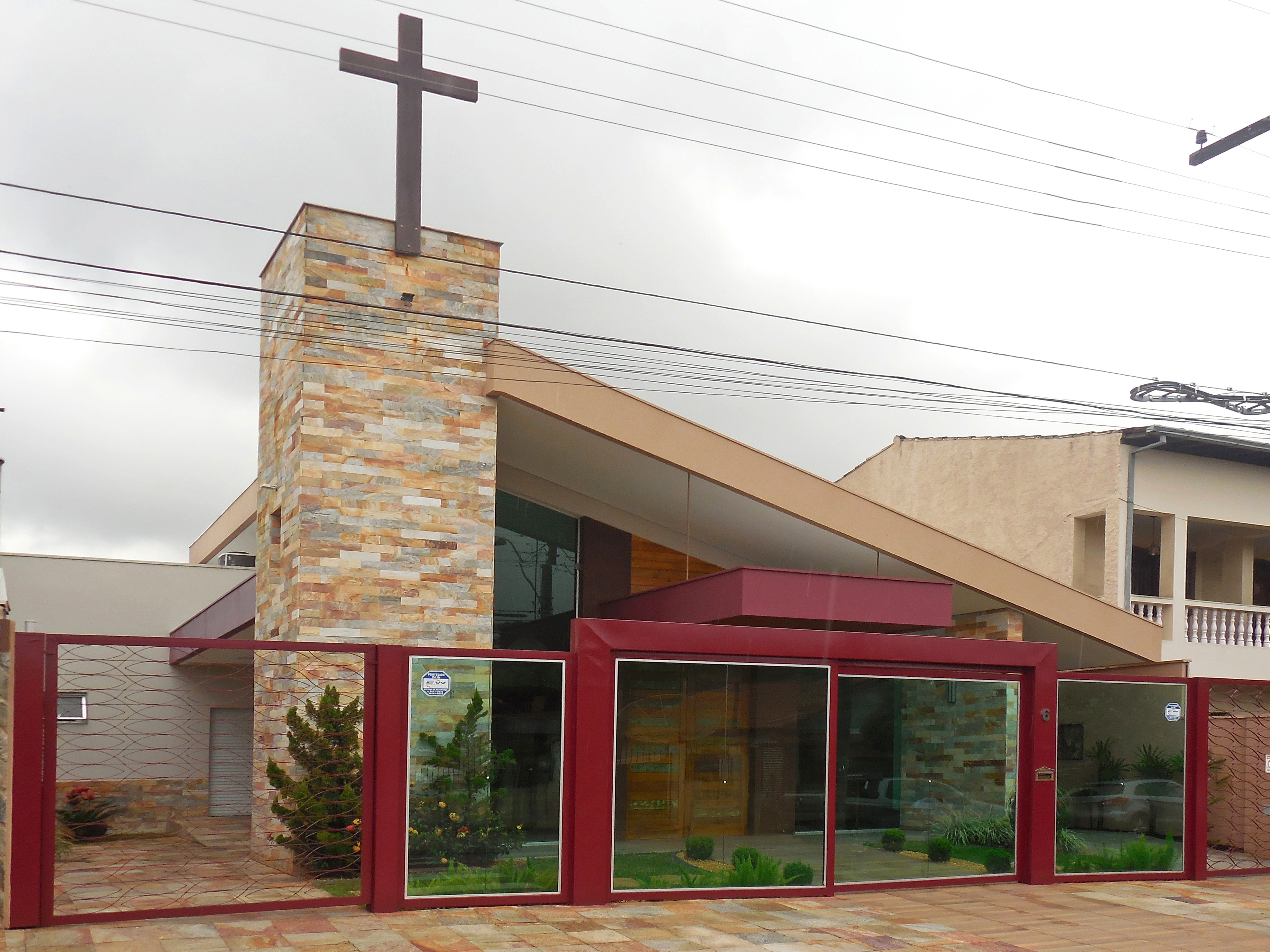
Vista da Igreja Sagrada Família

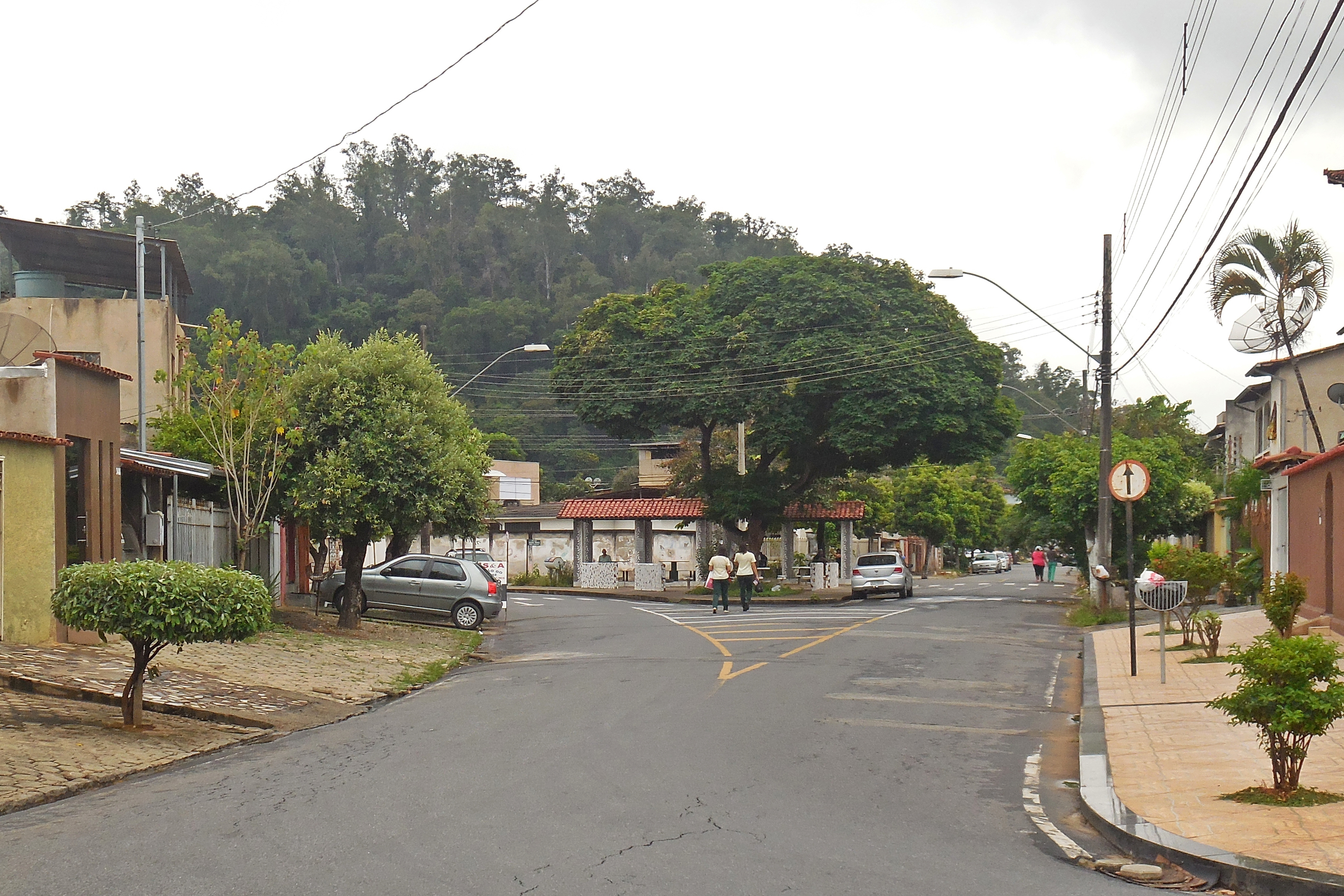
Vias ao redor da Praça Alcina Maria dos Santos

O surgimento do bairro está relacionado à construção da antiga vila operária da Acesita (atual Aperam South America), para atender aos trabalhadores da empresa, instalada em Timóteo na década de 1940. O Quitandinha foi o primeiro conjunto residencial planejado a ser construído, o que aconteceu na mesma década, juntamente com o "Algodoal". Este, por sua vez, estava localizado na margem do rio Piracicaba e contava com cerca de 800 pequenas moradias de pau a pique, porém não existe mais.
No bairro Quitandinha funcionou um dos primeiros escritórios da Acesita, instalado em 1945, e uma olaria. Também era onde estava localizada a primeira escola construída pela empresa, além do primeiro local de atendimento médico dos empregados, até a construção de um hospital no Centro-Norte. Em 1948, foi fundado no bairro o Vila Nova Esporte Clube, responsável pela construção de um estádio de futebol na localidade.
As casas eram simples, mas distribuídas em terrenos grandes e cercadas de jardins, enquanto que as ruas eram alargadas e com calçadas gramadas. Os bairros da vila operária reproduziam a hierarquia dos empregados; o Quitandinha foi destinado, originalmente, aos operários em geral. O nome "Quitandinha" é uma referência ao Palácio Quitandinha de Petrópolis, no Rio de Janeiro, e se deve ao estilo rústico dos alojamentos do bairro lembrar o antigo cassino do estado fluminense. A execução do calçamento e urbanização foi realizada pela administração municipal antes de 1981.
Consolidou-se em meio a um eixo viário que liga os centros Norte e Sul de Timóteo ao restante da Região Metropolitana do Vale do Aço. Permanecem como principais pontos de referência do bairro a Praça Alcina Maria dos Santos; a Igreja Sagrada Família, que faz parte da Paróquia São José de Acesita; e o Estádio Joaquim Cirilo, "casa" do Vila Nova Esporte Clube. O prédio do antigo escritório da Acesita é utilizado como um supermercado.